# Алена пиранга
Алената пиранга (Piranga rubra) е вид птица от семейство Кардиналови (Cardinalidae).

## Разпространение и местообитание
Разпространен е в Антигуа и Барбуда, Барбадос, Бахамските острови, Белиз, Бермудските острови, Боливия, Бразилия, Венецуела, Гватемала, Гвиана, Доминика, Еквадор, Кайманови острови, Канада, Колумбия, Коста Рика, Куба, Мартиника, Мексико, Монсерат, Никарагуа, Панама, Перу, Салвадор, САЩ, Сейнт Винсент и Гренадини, Сейнт Китс и Невис, Сейнт Лусия, Суринам, Тринидад и Тобаго, Търкс и Кайкос, Френска Гвиана, Хаити, Хондурас и Чили.